# 加入者線
加入者線（かにゅうしゃせん、英: subscriber line）またはローカルループ（英: local loop）は、利用者の敷地にある責任分界点から電気通信事業者のネットワークの先端までを繋ぐ物理的リンクまたは回路を指す。事業者のネットワークの先端とは、公衆交換電話網（PSTN）では既存地域通信事業者（ILEC）の電話交換局内の回路開閉器である。つまり加入者線とは、加入者の敷地から電話局までをつなぐ電話線であり、一本のツイストペアケーブルであって、それによって回路を形成し音声通信をサポートしている。しかし、最近ではデジタルループキャリアシステムやFTTxと呼ばれる光ファイバー伝送が使われることもある。
加入者線は音声ではなくデータ通信に使われる場合もあるし、音声とデータを同時に扱うデジタル加入者線（DSL）もある。
加入者線は次のようなサービスに利用できる。
- アナログ音声および信号（POTS）
- ISDN
- 各種デジタル加入者線（DSL）

多くの場合、加入者線は公共の施設であって、その所有者は自然独占となる。この自然独占を利用して所有者が他の事業も独占するのを防ぐには、公権力が介入して、加入者線を競合他社にも利用可能にする必要がある。このため電話局で、その電話局の所有者以外の事業者（CLEC）のネットワークに接続することも可能である。
ローカルループという用語は、テクノロジや用途に関係なく、任意のラストワンマイルを指す場合もある。このため、無線ローカルループという用語もある。
そういった意味でのローカルループには以下のものが含まれる。
- 電力線のローカルループ：電力線搬送通信
- 光ローカルループ：FiOSのような光ファイバーサービス
- 衛星ローカルループ：通信衛星を使ったインターネット接続（DVB）
- ケーブルローカルループ：ケーブルモデム
- 無線ローカルループ（WLL）：LMDS、WiMAX、GPRS、HSDPA、DECT